# 부르즈 FC
부르즈 FC(아랍어: نادي البرج الرياضي, 영어: Bourj Football Club)은 1967년에 창단된 레바논의 축구 클럽으로, 베이루트 교외의 부르즈엘바라즈네를 연고로 하고 있다. 현재 레바논의 최상위 리그인 레바논 프리미어리그에 참가하고 있다.
2019년, 부르즈는 16년만에 레바논 프리미어리그로 승격하는데 성공하였다.

## 선수 명단

### 현역
참고: FIFA 자격 규정에 따라 소속된 국가대표팀 국기를 표시합니다. 선수는 복수의 FIFA 비회원국 국적을 가지고 있을 수 있습니다.
| 번호 | 포지션 | 국적   | 이름              |
| ---- | ------ | ------ | ----------------- |
| 3    | DF     | 가나   | 이브라힘 압둘라이 |
| 10   | MF     | 레바논 | 하산 차이토       |

| 번호 | 포지션 | 국적 | 이름 |
| ---- | ------ | ---- | ---- |